# Sangihe
Sangihe (indonesiano: Sangihe Besar, ossia Grande Sangihe, anche Sanghir, Sangi o Sangir) è l'isola principale delle Isole Sangihe, in Indonesia.

## Geografia
L'isola di Sangihe è un'isola vulcanica, posizionata nel mar di Celebes, tra la penisola settentrionale dell'isola di Sulawesi e l'estrema parte meridionale dell'isola di Mindanao nelle Filippine.
Il clima è tropicale umido. La maggior parte del territorio è ricoperto di foreste umide a foglia larga. La cima più elevata è il Gunung Awu, nella parte settentrionale dell'isola, vulcano attivo la cui ultima eruzione risale al 2004 e che durante le eruzioni precedenti ha provocato diverse migliaia di vittime.
Il centro principale è Tahuna, dove è presente anche un piccolo aeroporto. La principale attività sull'isola è la pesca.

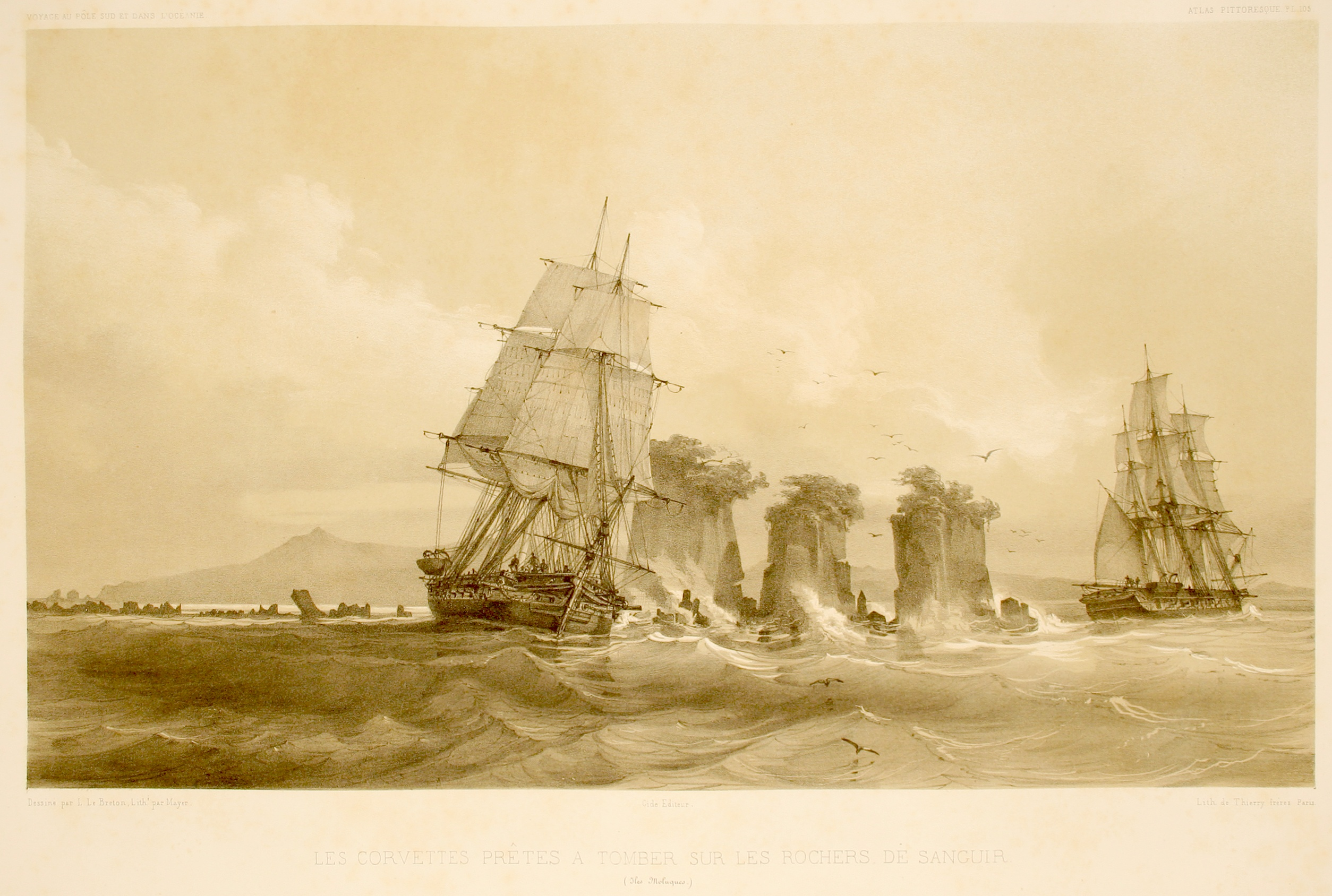
Les corvettes sur les rochers de l'île Sanguir (Jules Dumont d'Urville, Voyage au Pôle Sud et dans l'Océanie sur les corvettes L'Astrolabe et La Zélée, Paris, 1846)